# Кривцов, Вячеслав Андреевич
Вячеслав Андреевич Кривцов (род. 1948, Алексеевка, Курская область) — профессор, доктор географических наук, заслуженный работник высшей школы Российской Федерации, профессор кафедры  географии, экологии и туризма   РГУ имени С. А. Есенина.

## Биография
Высшее образование: окончил в 1975 году в МГУ. Квалификация — географ, геоморфолог. Разрабатываемое направление: региональная геоморфология и физическая география.
Вёл экспедиционные исследования в бассейнах Колымы и Амура, на Алтае и Калбинском нагорье. Закончил аспирантуру при кафедре геоморфологии географического факультета МГУ. До перехода на работу в РГПИ имени С. А. Есенина с 1980 г. по сентябрь 1985 г. работал старшим геологом в ПГО Востказгеология, Работал в Тихоокеанском институте географии АН (ТИГ АН) во Владивостоке. На преподавательской работе с 1985 г (до февраля 1990г преподавал инженерную геологию и гидрогеологию в Усть-Каменогорском строительно-дорожном институте). В РГУ имени С. А. Есенина работает с февраля 1990 г..
Опубликовал 192 научных и учебно-методических работы, в том числе 14 монографий (лично и в соавторстве) и 30 учебных пособий для студентов и школьников.
В настоящее время, благодаря многолетней научной деятельности В. А. Кривцова в РГУ имени С. А. Есенина, физико-географическая изученность Рязанской области, и особенно ее рельефа, лучше, чем в соседних регионах.

## Научные труды
- Диссертация «Морфологические комплексы центра Русской равнины: На примере территории Рязанской области»[5];
- Особенности строения и развития окской поймы в пределах Рязанской области;
- Применение метода ковриков-ловушек для определения динамики накопления современного аллювия на Рязанском участке среднего течения реки Оки;
- Особенности строения и развития окской поймы в пределах Рязанской области